# 1937 год в истории метрополитена
В этой статье перечисляются основные  события из истории метрополитенов в 1937 году. Полужирным шрифтом выделены открытия новых транспортных систем.

## События
- 17 февраля — открыта станция Парижского метрополитена «Мэри-де-Лила».
- 20 марта — открыта станция Московского метрополитена «Киевская».
- 27 июля — открыты станции Парижского метрополитена: «Авеню Эмиль Золя», «Балар», «Бусико», «Вано», «Варен», «Вокзал Монпарнас», «Гаите», «Дюрок», «Жавель», «Коммерс», «Ла Мотт-Пике — Гренель», «Лурмель», «Мирабо», «Мишель-Анж — Молитор», «Мишель-Анж — Отёй», «Монпарнас — Бьенвеню», «Пернети», «Плезанс», «Порт-де-Ванв», «Порт-де-Отёй», «Севр — Бабилон», «Сегюр», «Сен-Франсуа-Ксавье», «Феликс Фор», «Шардон-Лагаш», «Шарль Мишель», «Эглиз-де-Отёй».
- 24 сентября — открыты станции Парижского метрополитена: «Пон-де-Левалуа — Бекон», «Анатоль Франс», «Луиза Мишель».
- 14 октября — открыты станции Парижского метрополитена: «Робеспьер», «Круа-де-Шаво», «Мэри-де-Монтрёй».